# Jaroslav Perner
Jaroslav Perner (Týnec nad Labem, 28 de março de  1869 – Praga, 9 de junho de 1947) foi um paleontólogo checo.
Em 1927, Perner assumiu como professor de paleontologia na Universidade Charles de Praga. Foi também curador do Museu Nacional da mesma cidade.
Participou  com a descrição dos Gastropodas, parte  dos 22 volumes do "Système silurien du centre de la Bohême", obra  iniciada por Joachim Barrande ( 1799-1883)